# Charlotte Ella Gottová
Charlotte Ella Gottová (* 30. April 2006 in Prag) ist eine tschechische Schauspielerin und Sängerin.
Gottová wurde als Tochter des Sängers Karel Gott und seiner Frau Ivana Gottová geboren. Sie besuchte die englische Vorschule und PORG - gymnázium a základní škola, o.p.s., das erste private Realgymnasium in Prag. 2016 nahm sie für ihren Vater den tschechischen Musikpreis Český slavík entgegen. Sie spielte in mehreren tschechischen Filmen kleine Nebenrollen und sang mit ihrem Vater das Lied Srdce nehasnou (Herzen erlöschen nicht) von Richard Krajčo.

## Filmographie
- 2013: Škoda lásky
- 2016: Decibely lásky
- 2016: Anděl Páně 2
- 2018: Das Geheimnis des zweiköpfigen Drachen